# 2017年中華職棒紅白明星對抗賽
2017年中華職棒紅白明星對抗賽為中華職棒28年的明星賽，在2017年7月9日於花蓮縣立德興棒球場進行，本屆賽事首次在臺灣東部舉辦，由臺灣銀行和三商美邦人壽冠名贊助，為了備戰亞洲職棒冠軍爭霸賽，分隊首次採用年齡、資歷區分，具有亞洲職棒冠軍爭霸賽資格之球員分為紅隊，不具有亞洲職棒冠軍爭霸賽資格之球員分為白隊，跑壘大賽由臺灣銀行紅隊獲勝，主賽事由三商美邦白隊以10比9擊敗臺灣銀行紅隊。

## 比賽球場

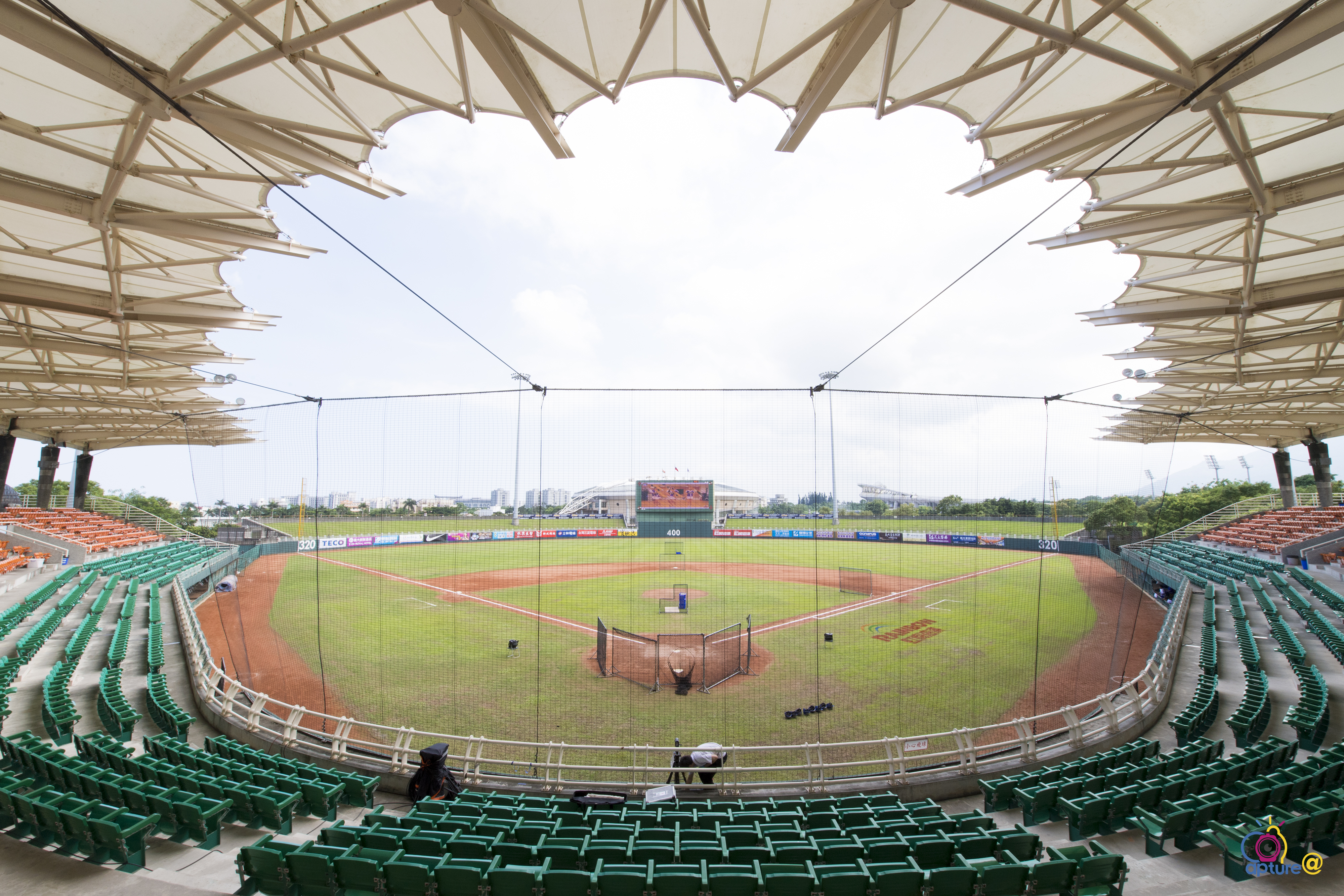

在2016年10月17日時決定本次的明星賽在花蓮，這是中華職棒首次將明星賽安排在臺灣東部，但比賽的球場花蓮縣立德興棒球場在賽前被評鑑為C級，引發球員工會不滿，甚至可能罷賽，很多球員在賽前貼上「這樣太危險」的貼紙，以表達需要安全的球場。

## 分隊模式
本屆分隊模式比以往不同，為了備戰與日本職棒、南韓職棒合辦之亞洲職棒冠軍爭霸賽，紅白分隊首次採用年齡、資歷區分，西元1993年以後出生，或加入中華職棒未滿三年者，分為臺灣銀行紅隊，不符合以上資格者分為三商美邦白隊，三商美邦白隊的教練團由富邦悍將和Lamigo桃猿的教練團組成，臺灣銀行紅隊的教練團由中信兄弟和統一7-ELEVEn獅的教練團組成。

## 票選
本屆開放球員、教練與媒體投票，票選分為球迷及專業人士資格，其中球迷票選占六成，專業人士票選占四成。，球迷票選結果紅白兩隊最高票分別由蔣智賢及彭政閔，其中彭政閔為自從2005年起連續13年明星賽的人氣王，中信兄弟占了絕大部分的領先席次，加入專業人員票選後，中信兄弟仍在先發名單佔過半席次，另外本屆賽事的票選產生投票爭議，其中，史博威在紅隊先發投手的球迷票選中只有約伍鐸的六分之一，卻入選先發投手。

## 名單

### 臺灣銀行紅隊
教練團
| 教練   | 所屬球隊 |
| ------ | -------- |
| 史耐德 | 中信兄弟 |
| 黃甘霖 | 統一獅   |
| 丘昌榮 | 中信兄弟 |
| 銳威   | 中信兄弟 |
| 許聖杰 | 統一獅   |
| 高政華 | 統一獅   |

先發陣容
| 守備位置 | 球員   | 所屬球隊   | 次數 |
| -------- | ------ | ---------- | ---- |
| 投手     | 史博威 | Lamigo桃猿 | 1    |
| 捕手     | 郭峻偉 | 統一獅     | 1    |
| 一壘手   | 陳俊秀 | Lamigo桃猿 | 3    |
| 二壘手   | 潘萣翔 | 中信兄弟   | 1    |
| 三壘手   | 曾陶鎔 | 中信兄弟   | 1    |
| 游擊手   | 陳傑憲 | 統一獅     | 1    |
| 外野手   | 陳子豪 | 中信兄弟   | 3    |
| 外野手   | 王柏融 | Lamigo桃猿 | 2    |
| 外野手   | 林哲瑄 | 富邦悍將   | 2    |
| 指定打擊 | 蔣智賢 | 中信兄弟   | 2    |

後補陣容
| 守備位置 | 球員   | 所屬球隊   | 次數 |
| -------- | ------ | ---------- | ---- |
| 中繼投手 | 朱俊祥 | Lamigo桃猿 | 2    |
| 救援投手 | 陳韻文 | 統一獅     | 2    |
| 投手     | 伍鐸   | 中信兄弟   | 1    |
| 投手     | 江忠誠 | 中信兄弟   | 1    |
| 投手     | 林政賢 | 富邦悍將   | 1    |
| 投手     | 王躍霖 | Lamigo桃猿 | 1    |
| 捕手     | 張閔勛 | Lamigo桃猿 | 1    |
| 一壘手   | 蘇智傑 | 統一獅     | 1    |
| 二壘手   | 楊家維 | 統一獅     | 1    |
| 三壘手   | 李宗賢 | 富邦悍將   | 1    |
| 游擊手   | 高國麟 | 富邦悍將   | 1    |
| 外野手   | 朱育賢 | Lamigo桃猿 | 1    |
| 外野手   | 申皓瑋 | 富邦悍將   | 1    |
| 外野手   | 鄭鎧文 | 統一獅     | 2    |

### 三商美邦白隊
教練團
| 教練   | 所屬球隊   |
| ------ | ---------- |
| 葉君璋 | 富邦悍將   |
| 洪一中 | Lamigo桃猿 |
| 余文彬 | 富邦悍將   |
| 鄭兆行 | 富邦悍將   |
| 林振賢 | Lamigo桃猿 |
| 劉家豪 | Lamigo桃猿 |

先發陣容
| 守備位置 | 球員   | 所屬球隊 | 次數 |
| -------- | ------ | -------- | ---- |
| 投手     | 鄭凱文 | 中信兄弟 | 4    |
| 捕手     | 高志綱 | 統一獅   | 10   |
| 一壘手   | 彭政閔 | 中信兄弟 | 17   |
| 二壘手   | 林志祥 | 統一獅   | 5    |
| 三壘手   | 林智勝 | 中信兄弟 | 14   |
| 游擊手   | 王勝偉 | 中信兄弟 | 10   |
| 外野手   | 張志豪 | 中信兄弟 | 8    |
| 外野手   | 高國輝 | 富邦悍將 | 4    |
| 外野手   | 張正偉 | 中信兄弟 | 8    |
| 指定打擊 | 周思齊 | 中信兄弟 | 10   |

後補陣容
| 守備位置 | 球員   | 所屬球隊   | 次數 |
| -------- | ------ | ---------- | ---- |
| 中繼投手 | 林柏佑 | Lamigo桃猿 | 2    |
| 救援投手 | 陳禹勳 | Lamigo桃猿 | 3    |
| 投手     | 倪福德 | 富邦悍將   | 3    |
| 投手     | 蔡明晉 | 富邦悍將   | 2    |
| 投手     | 王溢正 | Lamigo桃猿 | 3    |
| 投手     | 王鏡銘 | 統一獅     | 6    |
| 投手     | 潘威倫 | 統一獅     | 12   |
| 捕手     | 林泓育 | Lamigo桃猿 | 7    |
| 一壘手   | 林益全 | 富邦悍將   | 9    |
| 二壘手   | 郭嚴文 | Lamigo桃猿 | 7    |
| 三壘手   | 陳鏞基 | 統一獅     | 7    |
| 游擊手   | 余德龍 | Lamigo桃猿 | 4    |
| 外野手   | 高孝儀 | 富邦悍將   | 2    |
| 外野手   | 羅國龍 | 統一獅     | 3    |

## 跑壘大賽
| 棒次 | 臺灣銀行紅隊 | 三商美邦白隊 |
| ---- | ------------ | ------------ |
| 一   | 林哲瑄       | 方克偉       |
| 二   | 蘇智傑       | 高孝儀       |
| 三   | 李宗賢       | 高志綱       |
| 四   | 陳傑憲       | 余德龍       |
| 五   | 陳子豪       | 張正偉       |
| 六   | 申皓瑋       | 王勝偉       |
| 七   | 王柏融       | 陳鏞基       |
| 八   | 潘萣翔       | 周思齊       |
| 成績 | 1分2秒59     | 1分2秒86     |

從開始到結束兩隊都沒有明顯拉開差距，甚至兩隊幾乎同時抵達終點，最後臺灣銀行紅隊以0.27秒差距擊敗三商美邦白隊，每位選手可以獲得新臺幣5000元獎金。

## 比賽過程
本次明星賽是中華職棒第一次在下午1時開打的明星賽，賽前主辦單位邀請花蓮縣的縣長傅崐萁作為開球嘉賓。
第一局臺灣銀行紅隊在一出局後，陳傑憲和王柏融接連敲出一壘安打形成一三壘有人，接著王柏融成功盜上二壘，之後陳俊秀擊出外野飛球被接殺，陳傑憲跑回本壘而形成高飛犧牲打，下一棒的打者被三振而形成三出局，攻守交換後史博威連續解決三名打者，第二局三商美邦白隊鄭凱文連續解決三名打者，攻守交換後一出局後，林智勝和張志豪接連擊出全壘打，接下來的兩名打者都出局；第三局臺灣銀行紅隊潘萣翔先擊出一壘安打，相隔一名打者後盜上二壘，之後陳傑憲擊出投手前方反彈球，潘威倫選擇傳三壘沒有使跑者出局，形成一三壘有人，接著陳傑憲發動盜壘，這時捕手傳球發生失誤，使潘萣翔跑回本壘得分，接者王柏融擊出兩分打點的全壘打，相隔一名打者後，蔣智賢擊出一壘安打，但下一位打者出局而形成三出局，攻守交換後三商美邦白隊在一出局後，張正偉擊出二壘安打，相隔一位打者後，周思齊擊出帶有一分打點的一壘安打，接著下一位打者出局而形成三出局；第四局臺灣銀行紅隊在兩人出局後，潘萣翔擊出二壘安打，接者陳子豪擊出帶有一分打點的一壘安打，然後陳傑憲擊出二壘安打而形成二三壘有人，之後王柏融擊出帶有兩分打點的一壘安打，下一位打者出局而形成三出局，攻守交換後伍鐸連續解決三名打者；第五局臺灣銀行紅隊在一出局後，林哲瑄擊出一壘安打，之後便盜上二壘，然後曾陶鎔擊出帶有一分打點的二壘安打，使得三商美邦白隊更換投手，接下來的兩名打者都出局而形成三出局，攻守交換後三商美邦白隊在一出局後，高孝儀擊出一壘安打，接下來的兩名打者都出局而形成三出局，前五局打完臺灣銀行紅隊領先五分。
第六局三商美邦白隊林柏佑連續解決三名打者，攻守交換後周思齊和林益全分別擊出一壘安打和二壘安打上壘，接著周思齊利用內野滾地球出局跑回本壘，相隔一名打者後，王勝偉選到四壞球，下一位打者出局而形成三出局；第七局臺灣銀行紅隊在一出局後，蔣智賢使用右打，僅用一支手就擊出全壘打，接下來的兩名打者都出局而形成三出局，攻守交換後三商美邦白隊高孝儀擊出一壘安打，相隔一名打者後，余德龍擊出一壘安打形成一二壘有人，在相隔一名打者後，林益全擊出帶有兩分打點的二壘安打，隨後陳鏞基選到四壞球，下一位打者出局而形成三出局；第八局三商美邦白隊蔡明晉連續解決三名打者，攻守交換後在一出局後，方克偉藉由失誤上一壘，接下來高孝儀和張正偉接連擊出一壘安打形成滿壘，之後余德龍選到帶有一分打點的四壞球，接下來的兩名打者都出局而形成三出局；第九局三商美邦白隊再度連續解決三名打者，攻守交換後陳鏞基擊出內野安打，相隔一名打者後，王勝偉選到四壞球，接著方克偉擊出帶有一分打點的二壘安打，之後高孝儀擊出帶有一分打點的一壘安打，然後張正偉擊出成為單場最有價值球員的再見安打，最後三商美邦白隊以10比9擊敗臺灣銀行紅隊。

## 外部連結
- 2017年中華職棒紅白明星對抗賽在台灣棒球維基館上的頁面（繁體中文）
- （繁體中文）中華職棒明星賽官方網站（页面存档备份，存于）